# Theodor von Watter
Theodor Freiherr von Watter (Gmünd, 5. studenog 1856. – Baden-Baden, 22. siječnja 1922.) je bio njemački general i vojni zapovjednik. Tijekom Prvog svjetskog rata zapovijedao je XIV. korpusom i XIII. korpusom na Zapadnom i Istočnom bojištu. 

## Vojna karijera
Theodor von Watter rođen je 5. studenog 1856. u Gmündu. U vojsku je stupio još kao kadet u travnju 1874. godine nakon čega služi u raznim vojnim jedinicama, a od rujna 1891. s činom satnika i u Glavnom stožeru u Berlinu. Nakon toga od rujna 1893. služi u stožeru 31. pješačke divizije, a od lipnja 1895. u stožeru 26. pješačke divizije. U studenom 1895. unaprijeđen je u čin bojnika, dok od travnja 1898. služi u stožeru XIII. korpusa. Nakon četiri godine, u svibnju 1902., Watter je premješten u stožer II. korpusa smještenog u Stettinu. U travnju 1905. promaknut je u pukovnika, te postaje zapovjednikom 6. pješačke pukovnije koju dužnost obavlja do travnja 1907. kada dobiva zapovjedništvo nad 119. pukovnijom smještenom u Stuttgartu. U travnju 1909. postaje zapovjednikom 56. pješačke brigade, te dobiva promaknuće u general bojnika. Navedenu dužnost obavlja do ožujka 1912. kada postaje zapovjednikom 39. pješačke divizije sa sjedištem u Colmaru. Mjesec dana nakon imenovanja zapovjednikom 39. pješačke divizije, Watter je promaknut u general poručnika.

## Prvi svjetski rat
Na početku Prvog svjetskog rata 39. pješačka divizija kojom je zapovijedao Watter nalazila se u sastavu 7. armije kojom je zapovijedao Josias von Heeringen. Zapovijedajući navedenom divizijom Watter sudjeluje u Bitci kod Mulhousea i Bitci u Loreni. Krajem kolovoza 1914. Watter postaje zapovjednikom XIV. korpusa s kojim sudjeluje u Bitci kod Arrasa.
U ožujku 1915. Watter dobiva zapovjedništvo nad XIII. korpusom na Istočnom bojištu gdje sudjeluje u ofenzivi Gorlice-Tarnow. Za zapovijedanje u navedenoj ofenzivi Watter je 1. rujna 1915. odlikovan ordenom Pour le Mérite. U rujnu 1915. XIII. korpus je premješten na Zapadno bojište gdje Watter sudjeluje u Drugoj bitci u Champagni. Nakon toga XIII. korpus je povučen u pričuvu da bi nakon toga sudjelovao u Bitci na Sommi. Nakon popune gubitaka, Watter je sa XIII. korpusom držao položaje na Hindenburgovoj liniji nakon čega je sudjelovao u Bitci kod Cambraia. 
Watter je sa XIII. korpusom u sastavu 2. armije sudjelovao i na početku Proljetne ofenzive. Međutim, ubrzo se razbolio tako da je privremeno morao napustiti zapovjedništvo korpusa. Na mjesto zapovjednika vratio se u svibnju 1918. da bi sudjelovao u borbama kod Soissonsa.

## Poslije rata
Nakon završetka rata Watter je 20. prosinca 1918. umirovljen. Preminuo je 22. siječnja 1922. godine u 66. godini u Baden-Badenu. 

## Vanjske poveznice
(eng.) Theodor von Watter na stranici Prussianmachine.com

(njem.) Theodor von Watter na stranici Deutschland14-18.de  Arhivirana inačica izvorne stranice od 4. ožujka 2016. (Wayback Machine)